# Diego Alfonso Martínez
Diego Alfonso Martínez Balderas (Città del Messico, 15 febbraio 1981) è un ex calciatore messicano, di ruolo difensore.

## Carriera

### Nazionale
Esordisce con il Messico il 4 febbraio 2003, contro l'Argentina. Segna il suo primo gol in nazionale il 26 ottobre 2005, nell'amichevole contro l'Uruguay vinta per 3-1.
Gioca con la selezione olimpica le Olimpiadi di Atene 2004.